# 埃伯利理学院
埃伯利理学院是宾州州立大学帕克校区的理学院，由該校自然科学教授雅各布·惠特曼于1859年创立。理学院授予基础科学的学士学位，硕士学位和博士学位证书。

## 学术
埃伯利理学院在四个领域（生命科学、物理科学、数学科学和综合性科学）内共有十六个专业供学生选修。. 
- 生命科学：生物学，生物化学与分子生物学，生物工艺学，微生物学。
- 物理科学：天文学与天体物理学，化学，物理学，行星科学与天文学。
- 数学科学：数学，统计学，数据科学。
- 综合性科学：普通科学，司法科学，医学预科，医学预科博士连读项目，理学士工商管理硕士连读项目。

## 教职工和校友
埃伯利理学院现今的教职人员中有十四位是美国国家科学院成员，三位是英国皇家学会成员。埃伯利理学院的教职人员曾最早“看到”一个原子（物理学家Erwin Wilhelm Müller）；最早提出回圈量子重力（物理学家阿贝·阿希提卡）；最早发现妊娠激素孕酮的实用合成（化学家Russell Marker）；最早发现太阳系之外的行星（天文学家亚历山大·沃尔兹森）。学校的科研工作者也曾设计了世界上最大的光学望远镜——霍比-埃伯利望远镜。
埃伯利理学院的校友包括诺贝尔奖获得者保罗·伯格和三名美国航天员。卡福诺（英語：Cavener）于2015年7月18日被任命为埃伯利理学院的院长。